# رساله سه بخشی
رساله‌ی سه بخشی یک اثر عرفانی متعلق به اوایل تا اواسط قرن سوم است که در میان کاوش‌های باستان شناختی جیزه مصر در سال 1945 از زیر خاک بیرون آمده‌است. این رساله پنجمین متن در میان یافته‌های نجع حمادی است که به نام مجموعه‌ی یونگ (متعلق به بنیاد یونگ در زوریخ) نیز شناخته می‌شود. اولین مساله‌ای که در  این متن بررسی می‌شود رابطه‌ی بین موکلین دهر و پسر خدا است. این رساله سه بخش دارد که در باب جبر پدر و اراده‌ی آزاد موکلان دهر که جسم مادی پیدا کرده‌اند، خلق بشریت، معصیت و سقوط آنتروپوس، الاهیات فرقه‌های مختلف، سه گروه مختلف انسان‌ها، و اتفاقات ظهور منجی و صعود نجات‌یافتگان به وحدت با خداوند به تحریر درآمده‌است.